# Vladimir Jelčić
Vladimir Jelčić (Čapljina, 10. listopada 1968.), hrvatski je rukometaš, osvajač zlatne medalje na Olimpijskim igrama u Atlanti 1996. godine i na Mediteranskim igrama 1993. u Languedoc-Roussillonu.
U karijeri je nastupao za Zagreb, RK Metković, Zadar, Celje i druge klubove.